# Arbeiter-Illustrierte-Zeitung
Arbeiter-Illustrierte-Zeitung (alemany: Periòdic Il·lustrat dels Treballadors) va ser una revista il·lustrada setmanal alemanya publicada entre 1924 i 1938 en Berlín i més tard a l'exili, en Praga. Obertament antifeixista i pro comunista, va ser publicada per Willi Münzenberg i és recordada pels brillants fotomuntatges propagandístics de l'artista dadà John Heartfield.
La història de l'AIZ comença amb la fam de la Unió Soviètica i la cridada d'ajuda de Lenin a la classe obrera, el 2 d'agost de 1921. Es va crear com a organització de suport per a la campanya d'Ajuda Internacional dels Treballadors, dirigida per Willi Münzenberg. A la tardor de 1921, es va crear una revista mensual, Sowjet Russland im Bild, amb reportatges sobre el recentment creat estat soviètic rus, els seus èxits i problemes, i sobre l'Ajuda Internacional dels Treballadors. El 1922 els primers informes sobre el proletariat alemany van aparèixer en les seues pàgines. En aquell moment, circulaven unes 100.000 còpies.
La revista va créixer ràpidament durant la dècada de 1920, expandint la seua cobertura i atraient prominents col·laboradors com els artistes George Grosz i Käthe Kollwitz, o els dramaturgs Màxim Gorki i George Bernard Shaw. Es va augmentar la tirada de 100.000 el 1922, a 180.000 el 1924.
El 30 de novembre de 1924, es canvia el nom i el format i es va fer bisemanal. Es va convertir en la revista il·lustrada socialista més llegida a Alemanya. La revista cobria esdeveniments actuals i publicava ficció i poesia, amb col·laboradors com Anna Seghers, Erich Kästner, Kurt Tucholsky, o el fotògraf Walter Reuter. Münzenberg volia que la AIZ connectara el Partit Comunista d'Alemanya amb uns lectors àmpliament educats. El novembre de 1926, AIZ va començar a publicar setmanalment.
Segons una enquesta que AIZ va fer el 1929, el "42% dels seus lectors eren treballadors qualificats, el 33% treballadors sense qualificació, 10% eren treballadors de coll blanc, el 5% joves, el 3.5% mestresses de casa, el 3% autònoms, el 2% independents, i l'1% funcionaris".
Les cobertures fotogràfiques de les fàbriques en vaga eren subministrades predominantment pels mateixos obrers, convertits en fotògrafs aficionats -les anomenades fotografies obreres, "Arbeiterphotographen"-, o per artistes incorporats a les fàbriques, en una de les breu modalitat que adoptara l'avantguarda artística en el marc de l'Estat soviètic. Començant en Hamburg el 1926, Münzenberg va establir el que finalment es convertiria en una xarxa de grups de Fotògrafs Obrers d'Alemanya i la Unió Soviètica. El 1930 va començar l'associació de la revista amb John Heartfield, els fotomuntatges del qual atacaven salvatgement tant al nacionalsocialisme en ascens, com al capitalisme socialdemòcrata de la República de Weimar i es van convertir en una memorable característica de la revista.
Al moment àlgid de la publicació, AIZ tenia una tirada al voltant del mig milió d'exemplars. L'últim número publicat a Berlín va ser datat el 5 de març de 1933; després de l'arribada al poder de Hitler, AIZ es va exiliar a Praga. Allà, la circulació d'AIZ va caure als 12.000 exemplars, i els intents de passar la revista a Alemanya van fracassar. Continuant sota la direcció del redactor en cap Franz Carl Weiskopf, la revista va ser rebatejada com Volks Illlustriete el 1936. Quan els nazis van envair Txecoslovàquia, la publicació es va traslladar a París, on es va publicar un únic i últim número el 1938.